# Streptocephalus cirratus
Streptocephalus cirratus är en kräftdjursart som beskrevs av Daday 1908. Streptocephalus cirratus ingår i släktet Streptocephalus och familjen Streptocephalidae. Inga underarter finns listade i Catalogue of Life.